# Rubén Manjarrés
Rubén Darío Manjarrés Jiménez (Santa Marta, Colombia; 18 de agosto de 2000) es un futbolista colombiano. Juega como centrocampista ofensivo en el medio campo de su equipo actual Alianza Valledupar FC de la Categoría Primera A colombiana.

## Clubes
| Club                  | País     | Año           |
| --------------------- | -------- | ------------- |
| Barranquilla FC       | Colombia | 2018 - 2020   |
| Junior                | Colombia | 2021          |
| Alianza Petrolera     | Colombia | 2022-2023     |
| Alianza Petrolera     | Colombia | 2023          |
| Alianza Valledupar FC | Colombia | 2024-presente |

## Estadísticas
| Club                     | Div.          | Temporada     | Liga  | Liga  | Copa  | Copa  | Internacional | Internacional | Total | Total |
| Club                     | Div.          | Temporada     | Part. | Goles | Part. | Goles | Part.         | Goles         | Part. | Goles |
| ------------------------ | ------------- | ------------- | ----- | ----- | ----- | ----- | ------------- | ------------- | ----- | ----- |
| Barranquilla FC Colombia | 2.ª           | 2018          | 5     | 0     | -     | -     | -             | -             | 5     | 0     |
| Barranquilla FC Colombia | 2.ª           | 2019          | 32    | 1     | 1     | 0     | -             | -             | 33    | 1     |
| Barranquilla FC Colombia | 2.ª           | 2020          | 12    | 1     | -     | -     | -             | -             | 12    | 1     |
| Barranquilla FC Colombia | Total club    | Total club    | 49    | 2     | 1     | 0     | 0             | 0             | 50    | 2     |
| Junior Colombia          | 1.ª           | 2021          | 7     | 0     | -     | -     | -             | -             | 7     | 0     |
| Junior Colombia          | Total club    | Total club    | 7     | 0     | 0     | 0     | 0             | 0             | 7     | 0     |
| Total carrera            | Total carrera | Total carrera | 56    | 2     | 1     | 0     | 0             | 0             | 57    | 2     |

- Datos: Q104849326